# Spathosternum malagassum
Spathosternum malagassum – gatunek prostoskrzydłych z rodziny szarańczowatych i rodzaju Sphatosternum.

## Opis
Gatunek zbliżony do Spathosternum curtum Uvarov, 1953, od którego różni się nieco krótszymi, szpatułkowatymi skrzydłami przednimi, nie zachodzącymi na siebie na grzbiecie w stanie spoczynku oraz o silniej zredukowanym użyłkowaniu, a także lepiej rozwiniętymi i regularnie wygiętymi bocznymi fałdami przedplecza. Ciało długości 12,2 mm, przedplecze 2,3 mm, przednie skrzydła 2,6 mm a tylne uda 6,2 mm.

## Występowanie
Gatunek ten jest endemitem Madagaskaru.